# Corazón (Carole King)
Corazón is een single van Carole King. Het is afkomstig van haar album Fantasy. Het lied gaat voornamelijk over de liefde voor haar hart ("te quiero, mi corazón") in een Latijns-Amerikaanse stijl.
Een big band onder leiding van Woody Herman nam het vrijwel direct daarna op in een ander en instrumentaal arrangement.

## Hitnotering
Het plaatje haalde slechts in een beperkt aantal landen de hitparades. In de Verenigde Staten haalde het de 38e plaats, in Canada de 28e. Aan deze kant van Atlantische Oceaan was het succes veel minder. In België haalde het slechts één week notering, haar andere single in België Hard Rock Cafe verkocht net iets beter. In Nederland haalde King geen enkele notering, wel haalde Corazón de tipparade van de Nederlandse Top 40, ook Hard Rock Cafe en It's Too Late kwamen niet verder dan dat. 

### BelgischeBRT Top 30
| Hitnotering: 2-2-1974 t/m 8-2-1974 | Hitnotering: 2-2-1974 t/m 8-2-1974 | Hitnotering: 2-2-1974 t/m 8-2-1974 |
| Week:                              | 1                                  |                                    |
| ---------------------------------- | ---------------------------------- | ---------------------------------- |
| Positie:                           | 24                                 | uit                                |